# Sterling Heights Assembly
Sterling Heights Assembly (SHAP) is een autoassemblagefabriek van DaimlerChrysler in Sterling Heights (Michigan) in de Verenigde Staten. Nabij de fabriek ligt ook de Sterling Heights Stamping Plant die carrosserieonderdelen maakt voor SHAP en andere DaimlerChrysler-fabrieken.
SHAP zelf werd gebouwd in 1953 en produceerde oorspronkelijk straalmotoren voor vliegtuigen. Later bouwde Chrysler er ook raketten. In 1980 converteerde Volkswagen de fabriek naar automobielassemblage. In 1983 werd de fabriek overgenomen door het toen nog onafhankelijke Chrysler.
In 1984 werd een tweede werkshift opgestart, wat 700 nieuwe banen opleverde. In die tijd werd onder andere de Chrysler LeBaron GTS gebouwd.
In 2006 werd SHAP voor $278 miljoen gemoderniseerd. Met de nieuwe robots kunnen meerdere modellen door elkaar gebouwd worden. Daardoor kon bijvoorbeeld de productie van de cabriolet-versie van de Chrysler Sebring later toegevoegd worden zonder de productie stil te leggen.
De oude assemblagelijn met uitrusting werd via een tussenbedrijf verkocht aan GAZ en verhuist naar Nizjni Novgorod in Rusland. GAZ bleef de Dodge Stratus in licentie bouwen. De verkoop maakte deel uit van een ruimere overeenkomst tussen DaimlerChrysler en GAZ waardoor die laatste modellen mag baseren op Chrysler's en motoren zal kopen bij DCX.
In 2010 en 2011 werden grote investeringen aangekondigd in een nieuwe verfspuiterij en stamperij.

## Gebouwde modellen
| Afbeelding | Model                              | Periode   |
| ---------- | ---------------------------------- | --------- |
|            | Chrysler LeBaron GTS, Dodge Lancer | 1985-1989 |
|            | Dodge Shadow, Plymouth Sundance    | 1986-1994 |
|            | Dodge Daytona                      | 1992-1993 |
|            | Chrysler Cirrus, Dodge Stratus     | 1995-2000 |
|            | Plymouth Breeze                    | 1996-2000 |
|            | Chrysler Sebring, Dodge Stratus    | 2001-2006 |
|            | Chrysler Sebring, Dodge Avenger    | 2007+     |
|            | Chrysler 200, Dodge Avenger        | 2010+     |
|            | Lancia Flavia                      | 2012+     |